# チェーザレ・リエヴィ
チェーザレ・リエヴィ（イタリア語: Cesare Lievi、1952年 - ）はイタリアの劇場演出家、詩人。ガルニャーノ生まれ。

## 経歴
詩の雑誌の編集に携わり、ドイツ語の詩の翻訳を手がけた（ドイツ語の翻訳は現在も続けている）。1980年代初頭、兄弟で舞台装置芸術家のダニエレとともに、ガルニャーノで「水の劇場（アックア劇場）」(Teatro dell'Acqua)を立ち上げた。1984年、ヴェネツィア・ビエンナーレでゲオルク・トラークルの「青ひげ公」を上演して成功を収めた。続いて、フランクフルトでホフマンスタールの作品を演出し、ドイツ・オーストリアで数多くの演出を手がけるようになった。1996年、ブレシア常設劇場の芸術監督に就任した。 
オペラの分野での演出は次の通り。モーツァルト「皇帝ティートの慈悲」（1989年フランクフルト）、ワーグナー「パルジファル」（1991-92年、ミラノ・スカラ座、リッカルド・ムーティ指揮）、ロッシーニ「チェネレントラ」（1992年チューリッヒ）、R・シュトラウス「ナクソス島のアリアドネ」（1993年チューリッヒ）、シュニトケ「ジェズアルド」（1995年ウィーン）、ワーグナー「ジークフリート」（2002年カターニャ、ベッリーニ劇場）、ドニゼッティ「二人のフォスカリ」（2009年、ミラノ・スカラ座、ムーティ指揮）、ロッシーニ「チェネレントラ」（2009年、ニューヨーク・メトロポリタン歌劇場）。チューリッヒ歌劇場では、2002年、チェチーリア・バルトリを起用したパイジエッロ「ニーナ、または愛の狂気」を演出。2004年には、バルトリとルッジェーロ・ライモンディ出演のロッシーニ「イタリアのトルコ人」を演出した。バルトリ出演のこの2つはDVDでも発売された。
ミラノ大学の芸術・音楽・演劇史学部で演出の教授を務めている。